# Mayday (série canadense)
Air Crash Investigation (no Brasil e em Portugal: Mayday! Desastres Aéreos) é um programa canadense do Discovery Channel que examina desastres que tiveram grande apelo popular, ocorridos em água, terra e ar. O programa foca nas causas das tragédias e nas histórias individuais de alguns passageiros, com cada episódio recriando detalhes do episódio, como as ações dos envolvidos e as falhas mecânicas dos aparelhos. Além da dramatização, o programa também traz detalhes sobre a investigação do acidente.

## Exibição
Em Portugal, o programa é atualmente emitido regularmente no National Geographic Portugal
No Brasil as temporadas foram exibidas dubladas e íntegras, seguindo a ordem cronológica das temporadas exibidas nos Estados Unidos; porém, as temporadas seis e oito, exibidas nos Estados Unidos são consideradas especiais por serem compactos dos acidentes outrora retratados nos episódios, seguindo um tema em particular.

### Especiais
São considerados especiais, os episódios a seguir:
1. Ripped Apart [2]
2. Fatal Fix [2]
3. Who's Flying the Plane? [2]
4. Traffic controllers
5. Bas Weather